# گاوبندی
گاوبندی یا تبانی ورزشی عملی است که در مسابقات ورزشی اتفاق می‌افتد به گونه‌ای که نتیجه مسابقه به صورت کامل یا نسبی از پیش تعیین شده‌است. این عمل نوعی تبانی است که برخلاف قوانین مسابقه و در مواردی برخلاف قوانین جزایی است.
انگیزه‌هایی که برای گاوبندی وجود دارند عبارتند از: توافق با شرط‌بندها، قرار گرفتن در مقابل تیم آسان‌تر در مرحله بعد، اثر گذاری بر مرحله یارگیری تیم‌ها یا برنامه سال بعد، گاوبندی با داور، سوءاستفاده از قانون بازی به دو.
کلمه گاوبندی به معنای کشاورزی کردن در دهی است که مالک او دیگری باشد با اجازه، صاحب ده. و نیز مصطلح است برای در منافعی نامشروع با هم شریک بودن.